# Ambarawa (ort i Indonesien)
Ambarawa är en ort i Indonesien.   Den ligger i provinsen Jawa Tengah, i den västra delen av landet, 400 km öster om huvudstaden Jakarta. Ambarawa ligger 481 meter över havet och antalet invånare är 84 379.
Terrängen runt Ambarawa är varierad.Runt Ambarawa är det tätbefolkat, med 762 invånare per kvadratkilometer. Närmaste större samhälle är Salatiga, 13,7 km sydost om Ambarawa. I omgivningarna runt Ambarawa växer i huvudsak städsegrön lövskog.